# Édouard Elle

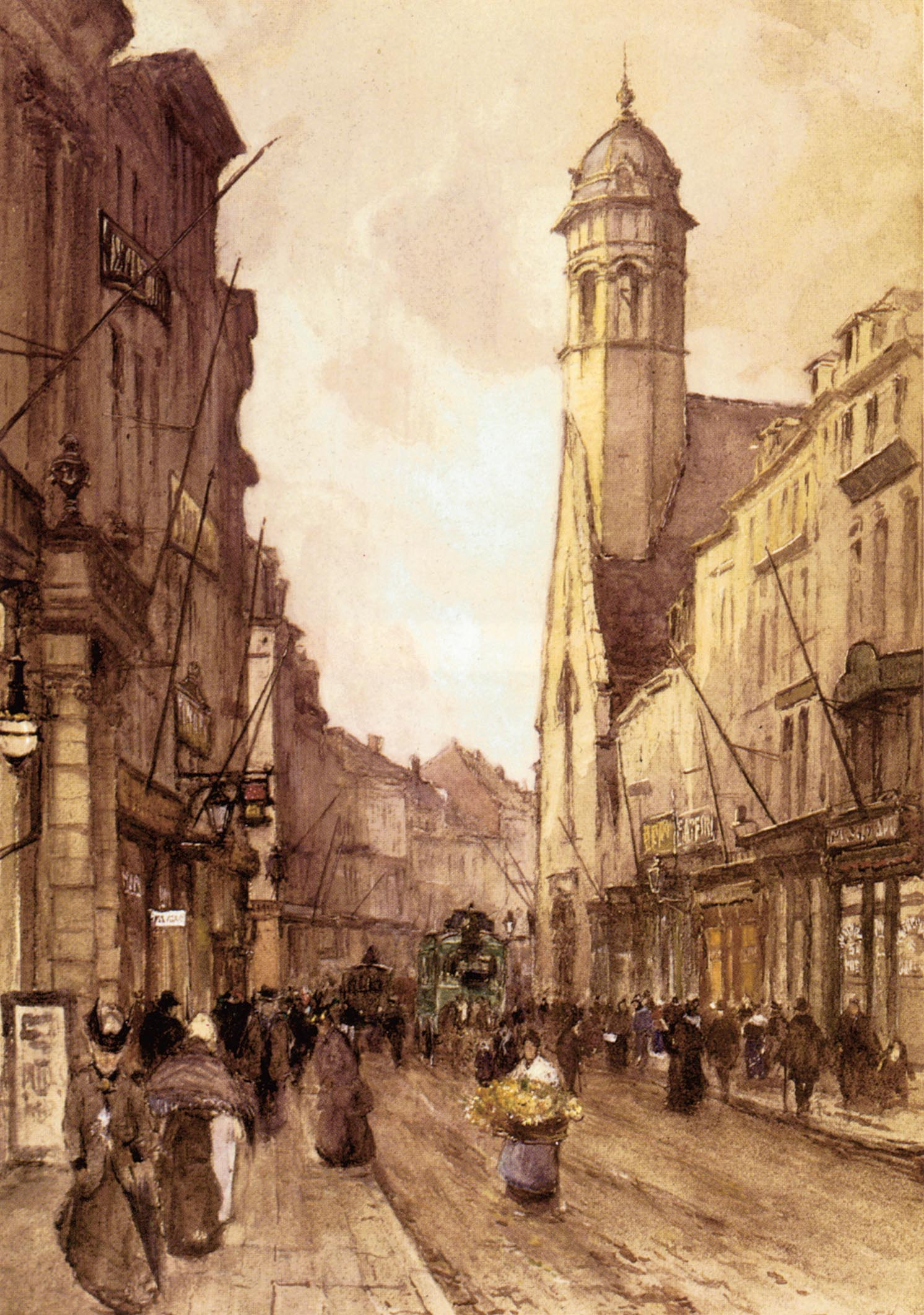
Édouard Elle: Rue de la Madeleine, (ca. 1900). Stadtmuseum Brüssel

Édouard Elle (* 17. August 1859 in Brüssel; † Juli 1911 in Wépion) war ein belgischer Architekt und Aquarellist.

## Leben
Elle machte sich vor allem als Architekt einen Namen. Seine bekanntesten Gebäude, welche um die Jahrhundertwende zum 20. Jahrhundert errichtet wurden, befinden sich in Brüssel.
Weniger bekannt ist, dass er auch einige Gemälde, Aquarelle, Gouachen und Radierungen schuf. Die Motive sind vielfältig und reichen von pittoresken, malerischen Landschaften und Marinemalerei, über Genreszenen und Interieurs aus Flandern, bis hin zur Porträtmalerei.
Er war ab dem Jahr 1900 Mitglied der Société Nationale des Aquarellistes et Pastellistes de Belgique und in deren Salons der Jahre 1900, 1904 und 1905 jeweils mit mehreren Werken vertreten.
Auf der Exposition internationale de Beaux-Arts, welche 1908 in Brügge stattfand, war er mit drei Werken präsent.
Durch seine Mitgliedschaft in der in Paris ansässigen Société nationale des beaux-arts bekam er zudem in den Jahren 1910 und 1911 die Gelegenheit, an deren Salon teilzunehmen.
Sein Enkel Eddy Wérotte trat ebenfalls als Aquarellist in Erscheinung.

## Werke (Architektur)
- 1887: Rue Ortelius 30, Wohnhaus von Édouard Elle im eklektizistischen Stil.
- 1891: Rue Rembrandt 19, Haus im eklektizistischen Stil.
- 1891: Rue Guillaume Stocq 23, Haus im Stil der flämischen Renaissance.
- 1892: Rue de l’Aqueduc 23, 25, zwei Häuser im eklektizistischen Stil.
- 1894: Rue de la Pacification 55, 57, zwei identische Häuser.
- 1894: Rue Franklin 28, Haus im eklektizistischen Stil.
- 1894: Rue Jourdan, 86, Haus im eklektizistischen Stil.
- 1895: Rue Ortelius 14, Haus im eklektizistischen Stil.
- 1895: Rue Philippe Le Bon 47, 49, zwei Häuser
- 1895: Rue Stevin 65, Haus im eklektizistischen Stil.
- 1895: Rue des Confédérés 53, Haus im eklektizistischen Stil.
- 1896: Rue Stevin 190, Haus im Stil des Neoklassizismus.
- 1896: Rue Philippe Le Bon 52, 54, zwei Häuser im eklektizistischen Stil.
- 1896: Avenue Michel-Ange, 37, Haus im eklektizistischen Stil.
- 1896: Rue Ortelius, 4, Haus im eklektizistischen Stil.
- 1896: Rue du Taciturne 45, Haus im eklektizistischen Stil.
- 1896–1897: Rue du Taciturne 50, 52, 54, 56, vier Häuser im eklektizistischen Stil.
- 1897: Rue Ortelius, 2, Haus im eklektizistischen Stil.
- 1899: Rue Faider, 69, Haus von J. Van Cutsem, mit Sgraffito-Ornament (Kleeblätter, Esparsette) von Gabriel Van Dievoet.
- 1899: Rue Faider, 71, Haus von J. Van Cutsem, mit Sgraffito-Ornament (Sonne, Glyzinie) von Gabriel Van Dievoet.
- 1899: Rue Faider, 73, Haus von J. Van Cutsem, mit Sgraffito-Ornament (Sonne) von Gabriel Van Dievoet.
- 1899: Rue Faider, 75, Haus von J. Van Cutsem, mit Sgraffito-Ornament (Weinreben) von Gabriel Van Dievoet.
- 1899: Rue Joseph II, 172, Haus im eklektizistischen Stil mit Sgraffito-Ornament (Margerite) von Gabriel Van Dievoet.
- 1899: Rue Joseph II, 174, Haus im eklektizistischen Stil mit Sgraffito-Ornament (Disteln) von Gabriel Van Dievoet.
- 1899: Rue Joseph II, 176, Haus im eklektizistischen Stil mit Sgraffito-Ornament (Geranie) von Gabriel Van Dievoet.
- 1899: Boulevard Charlemagne, 26; Haus mit Sgraffito-Ornament (Margerite) von Gabriel Van Dievoet.
- 1899: Boulevard Charlemagne 28, Haus im neoklassizistischen Stil.
- 1899: Avenue de la Brabançonne 27, 29, 31, drei Häuser im eklektizistischen Stil
- 1899: Rue de Livourne 88, Haus im eklektizistischen Stil
- 1899: Rue Ortelius 24, zwei Häuser im eklektizistischen Stil
- 1899: Rue de Russie 43, Haus im eklektizistischen Stil
- 1899: Rue Ortelius 22.
- 1899: Rue Philippe le Bon 39.
- 1900: Rue de Livourne, 88; Haus von Herrn De la Hoese, mit Sgraffito-Ornament (Distel), von Gabriel Van Dievoet.
- 1902: Avenue Livingstone, 19; Haus von Herrn Walckiers, mit Sgraffito-Ornament (Iris), von Gabriel Van Dievoet.
- 1902: Rue Philippe Le Bon, 51.
- 1902: Rue Philippe le Bon, 53.
- 1903: Rue Philippe le Bon; Haus von Herrn De Coster, mit Sgraffito-Ornament (Sonnen), von Gabriel Van Dievoet.
- 1903: Rue Philippe le Bon, Haus von Herrn De Coster, mit Sgraffito-Ornament (Mohnblumen), von Gabriel Van Dievoet.

## Werke (Bildende Kunst) (Auswahl)
- Soir de pluie à Bruxelles (Musée de la Ville de Bruxelles), 1891
- Moulin à eau (Privatsammlung), Aquarell
- Marinezicht (Privatsammlung), 1911, 18,5 × 27 cm, Öl auf Leinwand